# Jien
Jien (慈円?  17 de mayo de 1155 en Kioto, Japón – 28 de octubre de 1225 en la  provincia de Omi (actual prefectura de Shiga)) fue un poeta, historiador y monje budista japonés.
Nació dentro del clan Fujiwara, una familia de aristócratas. Se unió a la secta Tendaishū del budismo a temprana edad, tomando el nombre budista de Dokaie y posteriormente a Jien.
Comenzó a estudiar y escribir la historia de Japón, cuyo propósito era “iluminar a las personas que encontraban dificultades al entender las vicisitudes de la vida”. Su obra principal completada en la década de 1220, titulado como Gukanshō (Notas budistas de un tonto). En esta obra intenta analizar los hechos de la historia japonesa.
Esta obra poseía un mappō, es decir, una visión pesimista de su época, el período feudal de la era Heian y reclamaba que era un período de decadencia religiosa y veía la desintegración de la civilización. Jien objetaba que los cambios en la estructura feudal eran necesarios y defendía el poder del shōgun.